# BelMal
BelMal est une maison-label connue pour, d'une part sa collection muséale privée de malles et objets de voyage anciens, et d'autre part son atelier de conservation et restauration et de design et fabrication de malles neuves. Depuis 2024 BelMal est située à Mons dans le Hainaut. Auparavant elle était basée à, successivement Ixelles, puis Manhay ainsi qu'une succursale à Durbuy. 
Le nom BelMal est issu de la contraction des termes « Belles Malles », « Belges et Malles », et « Belgen en Malen ». La collection "Malles de Voyage" comprend des malles de voyage anciennes et antiques, et d'autres bagages, objets, et outils apparentés. En 2025 la Maison Belmal fête ses 20 ans d'existence. Les archives BelMal contiennent des registres de noms et marques d'un certain nombre de malletiers qui étaient établis en Belgique, en Europe, et dans le monde entier. 
Dans l'atelier de restauration qui est dirigé par une personne d’autorité, des malles de voyage sont restaurées pour la collection et pour des tiers. De nouvelles malles sont quant à elles fabriquées sur commande (marque BELMAL, ou  GREENE of 1526 pour le Royaume-Uni). 
Des cours relatifs aux équipements et articles de voyage, ainsi que des stages pratiques de restauration, ont de par le passé fait partie de l’activité pédagogique de BelMal. En 2018 ces formations de malletier furent agrandies et regroupées au sein d'un établissement binational d'enseignement, l'École des Malletiers, qui rend hommage aux malletiers Nicolas Gilbert de Belgique, et depuis 2021 Jean Paré en France. L'école Jean Paré, qui exploite également la marque Paré, possède un atelier à Paris (proche de Notre Dame). C'est un lieu d'artisanat d'art, partagé depuis 2025 avec la société nouvelle Belles Malles de France. L'on y enseigne deux parcours diplômants : le design et la fabrication de malles neuves, et la conservation-restauration de malles antiques.

### Sources
(mars 2014).
- RTBF, émission spéciale « C'est du Belge » du 18 septembre 2009 (Collection BelMal et restauration, à l’occasion de l’ouverture de la nouvelle gare de Liège Guillemins).
- L’exposition « Delvaux 180 ans de luxe belge », qui s’est tenue au MoMu Musée de la mode d'Anvers, Belgique, du 17 septembre 2009 au 21 février 2010 (BelMal figure dans l’ouvrage de l’exposition, et prêteur d’ouvrages cités dans la bibliographie)
- Dans Histoire et Passion, court-métrage de Marcel Hellebosch au sujet du restaurateur de BelMal (2009). Le film obtint le « Grand Prix de l’Originalité du Sujet », de la FCVFB, Belgique (2010) ; le Grand Prix Spécial pour la « Valorisation du Patrimoine », à Amiens, France (2010) ; et le Prix du Public à Cognin, France (2010).
- Bibliothèque nationale de France (BnF), autorité de la personne notice FRBNF16523857 (2011), catégorie : restaurateur de malles de voyage.
- Dans L’Évènement, magazine lifestyle belge, parution no 407 (hiver 2011-2012), article Un artisan hors normes, en pages 84 et 85.
- Dans Audi Magazine, édition Belgique du magazine automobile, parution 01/2012, article Une restauration mûrement réfléchie, en pages 62 à 65.
- Dans Centurion Magazine Online (du groupe American Express), article On refurbished vintage luxury luggage, paru le 24 août 2012.
- Dans Glam magazine, article The bag from Belgium, paru en décembre 2013.